# Okręgowe rozgrywki w piłce nożnej woj. białostockiego (1953)
19. Edycja okręgowych rozgrywek w piłce nożnej województwa białostockiego

Okręgowe rozgrywki w piłce nożnej województwa białostockiego prowadzone są przez Białostocki Okręgowy Związek Piłki Nożnej, rozgrywane są w trzech ligach, najwyższym poziomem jest klasa A, następnie klasa B (4 grupy) i klasa C (brak danych co do ilości grup). 

Mistrzostwo Okręgu zdobył Kolejarz Ełk. 

Okręgowy Puchar Polski zdobyła drużyna Gwardia Białystok.
Drużyny z województwa białostockiego występujące w centralnych i makroregionalnych poziomach rozgrywkowych:
- I Liga - brak
- II Liga - brak
- III Liga - Gwardia Białystok, KS Ełk (GWKS zmienił nazwę na KS).

| Rozgrywki       | Poziomy rozgrywkowe w sezonie 1953 | Poziomy rozgrywkowe w sezonie 1953        | Poziomy rozgrywkowe w sezonie 1953        | Poziomy rozgrywkowe w sezonie 1953        | Poziomy rozgrywkowe w sezonie 1953        |
| --------------- | ---------------------------------- | ----------------------------------------- | ----------------------------------------- | ----------------------------------------- | ----------------------------------------- |
| Centralne       | I poziom ligowy                    | I Liga                                    | I Liga                                    | I Liga                                    | I Liga                                    |
| Centralne       | II poziom ligowy                   | II Liga                                   | II Liga                                   | II Liga                                   | II Liga                                   |
| Makroregionalne | III poziom ligowy                  | III Liga - 8 grup                         | III Liga - 8 grup                         | III Liga - 8 grup                         | III Liga - 8 grup                         |
| Okręgowe        | IV poziom ligowy                   | Klasa A                                   | Klasa A                                   | Klasa A                                   | Klasa A                                   |
| Okręgowe        | V poziom ligowy                    | Klasa B-gr.I                              | Klasa B - gr.II                           | Klasa B - gr.III                          | Klasa B - gr.IV                           |
| Okręgowe        | VI poziom ligowy                   | Klasa C - (brak danych co do ilości grup) | Klasa C - (brak danych co do ilości grup) | Klasa C - (brak danych co do ilości grup) | Klasa C - (brak danych co do ilości grup) |

## Klasa A - IV poziom rozgrywkowy
| Poz. | Drużyna              | M  | Z  | R | P  | Bramki | Punkty | Opis              |
| ---- | -------------------- | -- | -- | - | -- | ------ | ------ | ----------------- |
| 1    | Kolejarz Ełk         | 14 | 11 | 0 | 3  | 51-24  | 22     | baraże o III ligę |
| 2    | Gwardia II Białystok | 14 | 10 | 0 | 4  | 50-18  | 20     |                   |
| 3    | Budowlani Sokółka    | 14 | 9  | 2 | 4  | 55-27  | 20     | baraże o III lige |
| 4    | Spójnia Suwałki      | 14 | 9  | 2 | 4  | 29-24  | 20     |                   |
| 5    | Budowlani Suwałki    | 14 | 6  | 0 | 8  | 36-30  | 12     |                   |
| 6    | Ogniwo Białystok     | 14 | 3  | 3 | 8  | 30-48  | 9      |                   |
| 7    | Unia Hajnówka        | 14 | 3  | 0 | 11 | 17-52  | 6      |                   |
| 8    | KS II Ełk            | 14 | 1  | 1 | 12 | 19-64  | 3      |                   |

- Po sezonie grający w III lidze KS Ełk (także rezerwy A klasa) został rozwiązany. W międzyczasie klub zmienił swoją nazwę z GWKS na KS.

Eliminacje do III ligi
| Poz. | Drużyna            | M | Z | R | P | Bramki | Punkty |
| ---- | ------------------ | - | - | - | - | ------ | ------ |
| 1    | Stal PZO Warszawa  | 6 | 5 | 0 | 1 | 15-7   | 10     |
| 2    | Włókniarz Żyrardów | 6 | 4 | 1 | 1 | 12-7   | 9      |
| 3    | Kolejarz Ełk       | 6 | 1 | 1 | 4 | 11-11  | 3      |
| 4    | Kolejarz Ostróda   | 6 | 1 | 0 | 5 | 7-20   | 2      |

| Poz. | Drużyna           | M | Z | R | P | Bramki | Punkty |
| ---- | ----------------- | - | - | - | - | ------ | ------ |
| 1    | Ogniwo Warszawa   | 6 |   |   |   | 15-4   | 9      |
| 2    | Gwardia Kętrzyn   | 6 |   |   |   | 9-6    | 8      |
| 3    | Stal Ursus        | 6 |   |   |   | 14-12  | 5      |
| 4    | Budowlani Sokółka | 6 |   |   |   | 4-20   | 2      |

## Klasa B - V poziom rozgrywkowy
Grupa I
| Poz. | Drużyna                   | M | Z | R | P | Bramki | Punkty |
| ---- | ------------------------- | - | - | - | - | ------ | ------ |
| 1    | Kolejarz Łapy             |   |   |   |   |        |        |
| ?    | Budowlani Bielsk Podlaski |   |   |   |   |        |        |
| ?    | Kolejarz Hajnówka         |   |   |   |   |        |        |
| ?    | Włókniarz Białystok       |   |   |   |   |        |        |
| ?    | Spójnia Białystok         |   |   |   |   |        |        |
| ?    | Włókniarz Wasilków        |   |   |   |   |        |        |

- Awans do eliminacji Kolejarz Łapy, pozostałe drużyny w kolejności przypadkowej.

Grupa II
| Poz. | Drużyna               | M  | Z | R | P | Bramki | Punkty |
| ---- | --------------------- | -- | - | - | - | ------ | ------ |
| 1    | Budowlani Białystok   | 10 |   |   |   |        |        |
| 2    | Kolejarz Białystok    | 10 |   |   |   |        |        |
| 3    | Spójnia Supraśl       | 10 |   |   |   |        |        |
| ?    | LZS Uhowo             | 10 |   |   |   |        |        |
| ?    | Ogniwo II Białystok   | 10 |   |   |   |        |        |
| ?    | Gwardia III Białystok | 10 |   |   |   |        |        |

Grupa III
| Poz. | Drużyna           | M | Z | R | P     | Bramki | Punkty |
| ---- | ----------------- | - | - | - | ----- | ------ | ------ |
| 1    | Kolejarz Łomża    |   |   |   | 67-19 |        | 23     |
| ?    | Budowlani Grajewo |   |   |   |       |        |        |
| ?    | LZS Szczuczyn     |   |   |   |       |        |        |
| ?    | LZS Prostki       |   |   |   |       |        |        |
| ?    | Gwardia Łomża     |   |   |   |       |        |        |
| ?    | Spójnia Ełk       |   |   |   |       |        |        |
| ?    | Spójnia Olecko    |   |   |   |       |        |        |
| ?    | Kolejarz II Ełk   |   |   |   |       |        |        |

- Brak danych co do kolejności drużyn na pozycjach 2-8.

Grupa IV
| Poz. | Drużyna          | M | Z | R | P | Bramki | Punkty |
| ---- | ---------------- | - | - | - | - | ------ | ------ |
| 1    | KS Gołdap        |   |   |   |   |        |        |
| ?    | Spójnia Augustów |   |   |   |   |        |        |
| ?    | Budowlani Olecko |   |   |   |   |        |        |
| ?    | b.d.             |   |   |   |   |        |        |

- Zmiana nazwy WKS (Gwardia) na KS Gołdap.

Baraże o klasę A
| Poz. | Drużyna             | M | Z | R | P | Bramki | Punkty |
| ---- | ------------------- | - | - | - | - | ------ | ------ |
|      | Kolejarz Łomża      | 6 | 3 | 2 | 1 | 12:10  | 8      |
|      | Budowlani Białystok | 4 | 3 | 1 | 0 | 12:6   | 7      |
|      | KS Gołdap           | 4 | 0 | 1 | 3 | 9-12   | 2      |
|      | Kolejarz Łapy       | 4 | 0 | 1 | 3 | 4-9    | 1      |

- Tabela szczątkowa, awans do klasy A Kolejarza Łomża i Budowlanych Białystok.

### Mecze
- 23.08.1953, Budowlani Białystok: KS Gołdap 5:3, Kolejarz Łapy: Kolejarz Łomża 2:3
- 30.08.1953, Kolejarz Łomża: Budowlani Białystok 3:3, KS Gołdap: Kolejarz Łapy 2:2
- 6.09.1963, Kolejarz Łapy: Budowlani Białystok (brak), KS Gołdap: Kolejarz Łomża 2:2
- 13.09.1953, Kolejarz Łomża: Kolejarz Łapy 1:0, KS Gołdap: Budowlani Białystok (brak)
- 27.09.1953, Kolejarz Łapy: KS Gołdap (brak), Budowlani Białystok: Kolejarz Łomża 1:0
- 4.10.1953, Kolejarz Łomża: KS Gołdap 3:2, Budowlani Białystok: Kolejarz Łapy 3:0

## Klasa C - VI poziom rozgrywkowy
Brak danych dotyczący ilości grup

## Puchar Polski - rozgrywki okręgowe
- Finał - Gwardia Białystok : Kolejarz Ełk 4:3